# Date A Live Fragment: Date A Bullet
Date A Live Fragment: Date A Bullet (japonsky デート・ア・ライブ フラグメント デート・ア・バレット, Déto a raibu furagumento: Déto a baretto) je japonská sci-fi série light novel, kterou píše Juičiro Higašide a ilustruje NOCO. Jedná se o spin-off série light novel Date A Live, jejímž autorem je Kóši Tačibana. Ten zároveň dohlíží na Juičira Higašideho. V roce 2019 byla oznámena dvoudílná anime filmová adaptace od studia Geek Toys. První část, Dead or Bullet, měla premiéru 14. srpna 2020 a druhá část, Nightmare or Queen, byla uvedena 13. listopadu téhož roku.

## Příběh
Hibiki Higoromo, známější jako Empty (japonsky エンプティ, Enputi), je mladá dívka postižená amnézií. Probudí se v sousedním světě, ve kterém narazí na Tokisaki Kurumi. Kurumi chce neznámou dívku zabít a tak Empty zavede do školy. Při jejich příchodu se však ve škole shromáždí několik dívek, známých jako kvazi-duchové (japonsky 準精霊, Džun seirei), a začínají spolu bojovat.

## Postavy
- Kurumi Tokisaki (japonsky 時崎 狂三, Tokisaki Kurumi)

Dabing: Asami Sanada
- Širo no Džoó (japonsky 白の女王) (White Queen / Bílá královna)

Dabing: Saori Óniši
- Hibiki Higoromo (japonsky 緋衣 響, Higoromo Hibiki)

Dabing: Kaede Hondo
- Cuan (japonsky 蒼)

Dabing: Marija Ise
- Panie Ibusuki (japonsky 指宿パニエ, Ibusuki Panie) / Dóru Masutá (japonsky 人形遣) (Doll Master / Paní panenek)

Dabing: Rina Hidaka
- Jui Sagakure (japonsky 佐賀繰唯, Sagakure Jui)

Dabing: Asami Seto
- Isami Hidžikata (japonsky 土方イサミ, Hidžikata Isami)

Dabing: Nacumi Fudžiwara

## Média

### Light novely
Sérii Date A Live Fragment: Date A Bullet vydává nakladatelství Fudžimi Šobó od 18. března 2017 pod svou značkou Fudžimi Fantasia Bunko. Jejím autorem je Juičiro Higašide, na kterého dohlíží Kóši Tačibana, a ilustrátorem NOCO. K březnu 2020 bylo v Japonsku vydáno šest svazků.

#### Seznam svazků
| Č. | Datum vydání    | ISBN              |
| -- | --------------- | ----------------- |
| 1  | 18. března 2017 | 978-4-0407-2239-9 |
| 2  | 19. srpna 2017  | 978-4-0407-2240-5 |
| 3  | 20. dubna 2018  | 978-4-0407-2239-9 |
| 4  | 18. srpna 2018  | 978-4-0407-2872-8 |
| 5  | 20. března 2019 | 978-4-0407-3105-6 |
| 6  | 19. března 2020 | 978-4-0407-3372-2 |

### Filmy
Dne 17. září 2019 byl bez dalších podrobností odhalen nový anime projekt. Dne 23. září 2019 byla oznámena anime adaptace spin-offové série light novel. Později bylo odhaleno, že se bude jednat o filmovou adaptaci. Dne 18. května 2020 bylo ohlášeno, že se film jmenuje Dead or Bullet a odehrává se před dějem knih. Za produkcí filmu stojí animační studio Geek Toys. Režíruje jej Džun Nakagawa a na scénář dohlíží Juičiro Higašide. Naoto Nakamura se stará o design postav.  V červenci 2020 bylo řečeno, že se jedná o dvoudílnou filmovou sérii. První film, Date A Bullet: Dead or Bullet (japonsky デート・ア・バレット　デッド・オア・バレット, Déto a baretto: Deddo oa baretto), měl premiéru 14. srpna 2020 a druhý film, Date A Bullet: Nightmare or Queen (japonsky デート・ア・バレット　ナイトメア・オア・クイーン, Déto a baretto: Naitomea oa kuín), 13. listopadu téhož roku.